# 艾朗·安素文奴
艾朗·安素文奴（西班牙語：Aaron Anselmino；2005年4月29日—）是一名阿根廷職業足球員，司職後衛，現時効力英超球會車路士。

## 早年生活
安素文奴出生於阿根廷省伯纳多拉鲁德。並在當地球會Juventud Unida開始足球生涯。

## 球會生涯

### 小保加
安素文奴在12歲時加入小保加的青訓學院。他在2023年多次為球會的預備隊上陣並表現出色，因而獲球會領隊提拔到一隊，並在同年6月10日與球會簽下了他的首份職業合約。他在與球會簽約當天即上演職業生涯地標戰，在對陣的比賽中後備上陣。同年10月24日，他在對陣的阿根廷職業聯賽盃賽事中首次為球隊正選上陣。
2024年1月9日，他與球會續約至2028年12月。

### 車路士
2024年8月8日，英超球會車路士宣布簽入安素文奴，合約為期七年，轉會費據報約1560萬英鎊。安素文奴隨即被外借回小保加。

## 生涯統計
最後更新：2024年11月11日
| 效力球會 | 球季     | 聯賽     | 聯賽 | 聯賽 | 國家盃賽 | 國家盃賽 | 聯賽盃賽 | 聯賽盃賽 | 洲際賽事 | 洲際賽事 | 總計 | 總計 |
| 效力球會 | 球季     | 聯賽     | 上陣 | 入球 | 上陣     | 入球     | 上陣     | 入球     | 上陣     | 入球     | 上陣 | 入球 |
| -------- | -------- | -------- | ---- | ---- | -------- | -------- | -------- | -------- | -------- | -------- | ---- | ---- |
| 小保加   | 2023     | 阿甲     | 2    | 0    | 0        | 0        | 3        | 0        | 0        | 0        | 5    | 0    |
| 小保加   | 2024     | 阿甲     | 12   | 0    | 3        | 1        | 1        | 0        | 2        | 1        | 15   | 2    |
| 生涯總計 | 生涯總計 | 生涯總計 | 14   | 0    | 3        | 1        | 4        | 0        | 2        | 1        | 20   | 2    |

1. ↑  於南美球會盃賽事上陣。

## 外部連結
- Soccerway資料庫：艾朗·安素文奴
- Aaron Anselmino at Historiadeboca.com （西班牙語）